# Анофриев, Николай Юрьевич
Николай Юрьевич Анофриев (1857—1920) — генерал-майор Русской императорской армии, участник Белого движения.

## Биография
Родился в Дмитриеве Курской губернии, в дворянской семье.
Окончил 2-ю Московскую военную гимназию (1876) и 3-е военное Александровское училище (1878). Выпущен в лейб-гвардии Московский полк. Прапорщик (ст. 16.04.1878).
Участвовал в русской турецкой войне 1877—1878 гг. Подпоручик (ст. 30.08.1878).
Окончил Офицерскую артиллерийскую школу и в 1880 году был переведён в артиллерию и с этого времени связан с командованием тяжелой артиллерией под Петербургом и в Киеве, в крепостях Новогеоргиевска, Кронштадта, Брест-Литовска, Ивангорода. Поручик (ст. 05.09.1882). Штабс-Капитан (ст. 29.11.1882). Капитан (ст. 25.12.1891). Подполковник (ст. 03.07.1901). Командовал ротой (6 лет 5 месяцев); Зав. практическими занятиями (1 год). Полковник (пр. 1908; ст. 06.12.1908; за отличие).
Командир Киевского осадного артиллерийского полка (02.01.1909—04.08.1910). Командир 4-го тяжёлого артиллерийского дивизиона (04.08.1910—27.09.1913).
Состоял в полевой легкой артиллерии (27.09.1913—31.10.1914).
Во время Первой мировой войны состоял в резерве чинов при штабе Киевского военного округа (с 31.10.1914), с прикомандированием к 327-му пехотному Корсунскому полку (31.10.1914—12.11.1916). В мае 1915 года был временно командующим этим полком. Дважды контужен. Награды: Св. Владимира 4-й ст. с мечами и бантом (ВП 28.02.1916), мечи к ордену Св. Анны 2-й ст. (ВП 28.02.1916).
В ноябре 1916 года был награждён Георгиевским оружием. В Высочайшем приказе о награждении говорилось: 

В боях 26—27 мая 1915 года полковник Анофриев, временно командуя полком, овладел сильно укреплёнными д.Черемхув и железнодорожной станцией Новосильцы, всё время лично находясь в боевых линиях.
Уволен 12 ноября 1916 года в отставку с производством в генерал-майоры.
Во время Гражданской войны находился в Вооруженных силах Юга России. В марте 1920 года эвакуировался из Новочеркасска на греческий остров Лемнос. С ним были жена и две дочери. Николай Юрьевич Анофриев и его младшая дочь — Людмила, которой было семь лет, умерли в один день — 15 апреля 1920 года, через месяц после эвакуации. Старшая – Наталья, девяти лет от роду, умерла ещё через месяц.

## Общество охотников
Многие годы был председателем совета Киевского военного общества охотников. Его многочисленные рассказы, очерки, зарисовки из охотничьего быта, помещаемые в охотничьих изданиях (часто под псевдонимом Н. Юрич), пользовались успехом в среде российских охотников. Всю жизнь он собирал пословицы, поговорки, легенды, связанные с охотой, планируя издать такую книгу, но замысел не осуществился. На собственные средства в 1893 году он выпустил в свет «Карманный охотничий календарь», который издавался в течение 27 лет. Также на собственные средства он издал «Русскую охотничью библиотеку с полным списком книг и брошюр и краткими о каждой из них отзывами» (1905); в 1911 году в Киеве вышло дополнение к этому изданию, и Он издал первые монографии С. А. Бутурлина — «Синоптические таблицы охотничьих птиц Российской Империи» (СПб.., 1901) и «Охотничье пульное оружие» (Брест-Литовск, 1902). Анофриев владел крупнейшим в стране частным собранием охотничьей и рыболовной литературы (свыше тысячи томов), которое, по сообщению исследователя русской охотничьей культуры О. А. Егорова, было приобретено Петроградским союзом охотников.